# Komi
Komi (uradno Republika Komi, rusko Респу́блика Ко́ми, komijsko Коми Республика, latinizirano: Komi Respublika) je republika Ruske federacije v Severozahodnem federalnem okrožju. Na severu in severovzhodu meji z Nenškim avtonomnim okrožjem, na severovzhodu in vzhodu z Jamalo-Nenškim avtonomnim okrožjem, na jugovzhodu in jugu s Hanti-Mansijskim avtonomnim okrožjem, na jugu s Sverdlovsko oblastjo in Permskim okrajem, na jugu, jugozahodu in zahodu s Kirovsko oblastjo ter na severozahodu in severu z Arhangelsko oblastjo. Ustanovljena je bila 22. avgusta 1921.